# سفر (فیلم ۲۰۲۶)
سفر (به انگلیسی: The Trip) یک فیلم دلهره‌آور آمریکایی در سبک داستان روان‌شناختی آماده اکران به کارگردانی جورما تاکونی بر اساس فیلمنامه‌ای از نیک کوچر و برایان مک‌الهانی است. این یک بازسازی انگلیسی زبان از یک فیلم نروژی به همین نام محصول ۲۰۲۱ می‌باشد. در این فیلم جیسون سیگل، سامارا ویوینگ، تیموتی اولفینت، جولیت لوئیس، پل گویلفویل و کیت جاردین به ایفای نقش پرداخته‌اند.

## ساخت
فیلمبرداری اصلی در ۱۹ نوامبر ۲۰۲۴ در تامپره، فنلاند آغاز شد.